# Albalate de las Nogueras
Albalate de las Nogueras là một đô thị trong tỉnh Cuenca, cộng đồng tự trị Castile-La Mancha Tây Ban Nha. Đô thị này có diện tích là 36 ki-lô-mét vuông, dân số năm 2009 là 296 người với mật độ 8,22 người/km². Đô thị này có cự ly 44 km so với tỉnh lỵ Cuenca.